# Lennart Moser
Lennart Moser (Berlijn, 6 december 1999) is een Duitse doelman die sinds 2022 onder contract ligt bij KAS Eupen.

## Carrière
Moser genoot zijn jeugdopleiding bij Grünauer BC en 1. FC Union Berlin. In mei 2017 versierde Moser zijn eerste profcontract bij Union Berlin. De doelman slaagde er echter niet meteen in om door te breken in het eerste elftal, waarop de club hem in de zomer van 2019 voor één seizoen uitleende aan vierdeklasser Energie Cottbus. Moser werd er eerste doelman en ging als leider de winterstop in. Daarop besloot Union Berlin om de uitleenbeurt vroegtijdig te verbreken om hem op een hoger niveau aan spelen te laten toekomen. Zijn volgende huurclub werd Cercle Brugge, dat in volle degradatiestrijd verwikkeld was en eerder dat seizoen al drie doelmannen (Loïc Badiashile, Guillaume Hubert en Mouez Hassen) had opgesteld. Met Moser in doel wist Cercle Brugge zich uiteindelijk te redden in de Jupiler Pro League.
Moser keerde terug naar Union Berlin, maar daar kwam hij in de eerste helft van het seizoen 2020/21 niet aan spelen toe. In december 2020 leende de club hem voor de rest van het seizoen uit aan de Oostenrijkse tweedeklasser Austria Klagenfurt. Na de winterstop stond hij tweemaal in doel in de competitie, nadat hij op 7 februari 2021 ook al in doel had gestaan in de bekerwedstrijd tegen LASK (5-3-verlies na verlengingen). Nadien stond hij maandenlang aan de kant door een handblessure.
Na afloop van het seizoen 2020/21, waarin Austria Klagenfurt promotie naar de Bundesliga afdwong, werd het huurcontract van Moser met een seizoen verlengd. In het seizoen 2021/22 was hij tweede doelman achter Phillip Menzel. Naast de gewonnen bekerwedstrijden tegen TSV St. Johann im Pongau en SC Weiz speelde Moser dat seizoen slechts vijf competitiewedstrijden: op de zesde competitiespeeldag viel hij tegen WSG Tirol in de tweede helft in nadat Menzel rood pakte, een speeldag later verving hij de geschorste Menzel tegen SK Sturm Graz, op de twintigste competitiespeeldag verving hij Menzel toen die vanwege COVID-19 moest passen, en ook op de laatste twee competitiespeeldagen kreeg Moser zijn kans.
In juni 2022 trok Moser de deur bij Union Berlin definitief achter zich dicht: de Duitser ondertekende een driejarig contract bij de Belgische eersteklasser KAS Eupen, waar zijn voormalige trainer Bernd Storck op dat moment trainer was.

## Clubstatistieken
| Seizoen         | Club                 | Land                | Competitie           | Competitie | Competitie | Beker | Beker | Supercup | Supercup | Europees | Europees | Totaal | Totaal |
| Seizoen         | Club                 | Land                | Competitie           | Wed.       | Dlp.       | Wed.  | Dlp.  | Wed.     | Dlp.     | Wed.     | Dlp.     | Wed.   | Dlp.   |
| --------------- | -------------------- | ------------------- | -------------------- | ---------- | ---------- | ----- | ----- | -------- | -------- | -------- | -------- | ------ | ------ |
| 2019/20         | Union Berlin         | Vlag van Duitsland  | Bundesliga           | 0          | 0          | 0     | 0     | —        | —        | —        | —        | 0      | 0      |
| 2019/20         | → Energie Cottbus    | Vlag van Duitsland  | Regionalliga Nordost | 16         | 0          | 2     | 0     | —        | —        | —        | —        | 18     | 0      |
| 2019/20         | → Cercle Brugge      | Vlag van België     | Jupiler Pro League   | 7          | 0          | 0     | 0     | —        | —        | —        | —        | 7      | 0      |
| 2020/21         | Union Berlin         | Vlag van Duitsland  | Bundesliga           | 0          | 0          | 0     | 0     | —        | —        | —        | —        | 0      | 0      |
| 2020/21         | → Austria Klagenfurt | Vlag van Oostenrijk | 2. Liga              | 2          | 0          | 1     | 0     | —        | —        | —        | —        | 3      | 0      |
| 2021/22         | → Austria Klagenfurt | Vlag van Oostenrijk | Bundesliga           | 5          | 0          | 2     | 0     | —        | —        | —        | —        | 7      | 0      |
| 2022/23         | KAS Eupen            | Vlag van België     | Jupiler Pro League   | 29         | 0          | 0     | 0     | —        | —        | —        | —        | 29     | 0      |
| Carrière totaal | Carrière totaal      | Carrière totaal     | Carrière totaal      | 59         | 0          | 5     | 0     | 0        | 0        | 0        | 0        | 64     | 0      |

Bijgewerkt op 11 april 2023.